# USS Benham (DD-397)
Lo USS Benham (pennant number DD-397) fu il primo cacciatorpediniere dell'omonima classe di navi, in servizio con la marina militare statunitense fino al 15 novembre 1942, quando affondò nella battaglia navale di Guadalcanal.

## Storia

### Costruzione
Il Benham venne impostato il 1º settembre 1936 dalla Federal Shipbuilding and Drydock Company di Kearny, New Jersey, e fu varato il 16 aprile 1938 con la benedizione della signora A.I. Dorr, pronipote del contrammiraglio Benham; la nave entrò in servizio con la marina militare statunitense il 2 febbraio 1939, comandata dal Lieutenant Commander Thomas Darden (futuro 37º governatore delle Samoa americane).

### Seconda guerra mondiale
Assegnato alla flotta dell'Atlantico, il Benham pattugliò per gran parte del 1939 le acque dell'isola di Terranova, quindi si trasferì nel Golfo del Messico. Inviato in seguito nell'oceano Pacifico, attraccò a Pearl Harbor il 14 aprile 1940. Dopo un periodo di alternanza tra la California e le Hawaii, funse da scorta, dal 28 novembre all'8 dicembre 1941, alla portaerei Enterprise impegnata nel trasporto di marine nell'atollo di Midway. Il Benham figurò nella Task Force 16 (TF 16) al largo di Tokyo durante il raid di Doolittle, dall'8 al 25 aprile 1942. Continuò ad operare con la TF 16 anche durante la battaglia delle Midway, dal 3 al 6 giugno, durante la quale recuperò dal mare 720 sopravvissuti della Yorktown e 188 del cacciatorpediniere Hammann, spaccato in due da un siluro destinato alla Yorktown; partecipò poi alla battaglia delle Salomone Orientali del 23-25 agosto.
Il Benham entrò nella Task Force 64 il 15 ottobre come parte della forza navale destinata alla protezione dell'isola di Guadalcanal. Il 14-15 novembre ebbe un ruolo attivo nella battaglia navale di Guadalcanal: alle 00:38 del 15 novembre venne attaccata da due bombardieri a tuffo giapponesi Aichi D3A che la colpirono cinque volta danneggiandola gravemente e costringendola alla ritirata, anche se l'equipaggio, constata l'impossibilità di proseguire a causa della bassissima velocità e della difficoltà di stare a galla, decise di abbandonarla passando al cacciatorpediniere Gwin, che provvide ad affondare il Benham alle 19:38.
Il Benham venne decorato con cinque Battle star in segno di riconoscimento per l'attività svolta nella seconda guerra mondiale.